# Taenaris nicasius
Taenaris nicasius är en fjärilsart som beskrevs av Hans Fruhstorfer 1905. Taenaris nicasius ingår i släktet Taenaris och familjen praktfjärilar. Inga underarter finns listade i Catalogue of Life.